# 高助多
高助多（?—?），高句丽长寿王高琏的儿子，官居古鄒大加。他本来是王位继承人，因为他的父亲高琏在位79年，享寿98岁，他死在父亲之前。长寿王以高助多的儿子高罗云为太孙，就是以后的文咨王。